# Yarramundi
Yarramundi (* um 1760 in Richmond in New South Wales, Australien; † nach 1818 in New South Wales) war ein Aborigine, den die europäischen Kolonisten The chief of the Richmond Tribe nannten.
Yarramindi, ein Mitglied des Clans der Boorooberongal im Aborigines-Stamm der Darug, und sein Vater Gombeeree waren healer (deutsch: Heiler) und führende Persönlichkeiten der Aborigines.
Sie trafen sich am 14. April 1791 mit Gouverneur Arthur Phillip auf der ersten Freundschaftsversammlung von Aborigines und Briten, wo sie ihm am Bardo Narring (Little Water) auch zwei Steinbeile überreichten. Heute befindet sich an diesem Ort eine Plakette, die 2001 angebracht wurde.
Yarramundi traf auch mit Watkins Tench zusammen, einem britischen Kapitän der ersten Schiffsflotten, die nach Australien kamen, und gab einem seiner verletzten Männer medizinische Hilfe.
Maria Locke war die Tochter von Yarramundi und das erste Aborigine-Mädchen, das ab 1815 im Native Institute in Parramatta zur Schule ging. Sie wurde Jahrgangsbeste im Jahr 1819 unter 20 indigenen und 100 europäischen Kindern. Maria heiratete Robert Locke; dies war die erste legale Hochzeit einer indigenen Frau mit einem Europäer in Australien und sie war ferner die erste Aborigine-Frau, die Land in ihren Besitz brachte.
Nach Yarramundi ist ein Vorort von Sydney und die kleine Halbinsel Yarramundi Reach, westlich des Lake Burley Griffin, im Australian Capital Territory benannt.